# Kyzyl-Adyr
Kyzyl-Adyr (in kirghiso Кызыл-Адыр?, Kızıl-Adır) è una città del Kirghizistan, capoluogo del distretto di Kara-Buura.
L'insediamento si trova nei pressi del confine con il Kazakistan, sulla strada per Taraz verso nord e per Ala Buka verso sud.